# جان رومیتا، پسر
جان رومیتا، پسر (انگلیسی: John Romita, Jr.) (متولد ۱۷ اوت ۱۹۵۶) یک هنرمند کتاب‌های کمیک آمریکایی است. وی بیشتر برای فعالیتش در انتشارات مارول کامیکس مخصوصاً در داستان‌های مرد-عنکبوتی شگفت‌انگیز، مرد آهنی، کیک-اس و مردان-اکس غیرطبیعی شناخته می‌شود.

## زندگینامه
جان رومینتا، پسر فرزند جان رومیتا، پدر، یکی از خالقین اصلی مرد عنکبوتی می‌باشد.